# Liste der al-Azhar-Scheichs
Dies ist eine Liste der al-Azhar-Scheichs. Der Leiter der Azhar-Moschee, der auch als Großimam bekannt ist, gilt als die höchste Autorität des sunnitischen Islam. Er leitet sowohl die Azhar-Moschee als auch die ihr angeschlossene Azhar-Universität. Verschiedene Personen standen mehrmals an der Spitze.
Dies ist eine Übersicht zu den al-Azhar-Scheichs (Sg. Šaiḫ al-Azhar), die in diesem Amt an der Spitze der bereits im Jahr 970 durch die Fatimiden-Dynastie gegründeten Moschee standen (es begegnen unterschiedliche Zählungen):

## Übersicht
1. (?–1690) Scheich Muhammad al-Charaschi
2. (1690–1694) Scheich Ibrahim al-Baramawi
3. (1694–1708) Scheich Muhammad al-Nascharti
4. (1708–1711) Scheich Abd al-Baqi al-Qillini
5. (1711–1720) Scheich Muhammad Schannan
6. (1720–1724) Scheich Ibrahim al-Fayyumi
7. (1724–1757) Scheich Abd-Allah al-Schabrawi
8. (1757–1767) Scheich Muhammad al-Hifni
9. (1767–1768) Scheich Abd al-Ra'uf al-Sidschini
10. (1768–1776) Scheich Ahmad al-Damanhuri
11. (1778–1793) Scheich Ahmad al-Arusi
12. (1793–1812) Scheich Abd-Allah al-Scharqawi
13. (1812–1818) Scheich Muhammad al-Schanawani
14. (1818–1829) Scheich Muhammad al-Arusi
15. (1829–1830) Scheich Ahmad al-Damhugi
16. (1830–1834) Scheich Hasan al-Attar
17. (1834–1838) Scheich Hassan al-Quwaisni
18. (1838–1847) Scheich Ahmad Abd al-Dschawwad
19. (1847–1860) Scheich Ibrahim al-Bayguri
20. (1864–1870) Scheich Mustafa al-Arusi
21. (1870–1882) Scheich Muhammad al-Abbasi
22. (1882–1882) Scheich Muhammad al-Inbabi
23. (1882–1886) Scheich Muhammad al-Abbasi
24. (1886–1895) Scheich Muhammad al-Inbabi
25. (1896–1900) Scheich Hassuna al-Nawawi
26. (1900–1900) Scheich Abd al-Rahman al-Nawawi
27. (1900–1904) Scheich Selim al-Bischri
28. (1904–1905) Scheich Ali al-Biblawi
29. (1905–1909) Scheich Abd al-Rahman al-Schirbini
30. (1909–1909) Scheich Hassuna al-Nawawi
31. (1909–1916) Scheich Selim al-Bischri
32. (1916–1927) Scheich Muhammad Abu al-Fadl al-Gizawi
33. (1928–1929) Scheich Muhammad Mustafā al-Marāghī
34. (1929–1935) Scheich Muhammad al-Ahmadi al-Zawahri
35. (1935–1945) Scheich Muhammad Mustafā al-Marāghī
36. (1945–1947) Scheich Mustafā ʿAbd ar-Rāziq
37. (1948–1950) Scheich Muhammad Ma'mun al-Schinnawi
38. (1950–1951) Scheich Abd al-Madschid Selim
39. (1951–1952) Scheich Ibrahim Hamrusch
40. (1952–1952) Scheich Abd al-Madschid Selim
41. (1952–1954) Scheich Muhammad al-Chidr Husayn
42. (1954–1958) Scheich Abd al-Rahman Tadsch
43. (1958–1963) Scheich Mahmūd Schaltūt
44. (1963–1969) Scheich Hassan Ma'mun
45. (1969–1973) Scheich Muhammad Muhammad al-Fahham
46. (1973–1978) Scheich ʿAbd al-Halīm Mahmūd
47. (1979–1982) Scheich Muhammad Abd al-Rahman Bisar
48. (1982–1996) Scheich Dschād al-Haqq ʿAlī Dschād al-Haqq
49. (1996–2010) Scheich Muhammad Sayid Tantawi
50. (2010-heute) Scheich Ahmed el-Tayeb

Quelle: